# Lamotte-Brebière
Lamotte-Brebière é uma comuna francesa na região administrativa de Altos da França, no departamento de Somme. Estende-se por uma área de 4,25 km². Em 2010 a comuna tinha 222 habitantes (densidade: 52,2 hab./km²).